# Места
Ме́ста (болг. Места), також Нестос (грец. Νέστος) — річка в Болгарії та Греції. Довжина 230 км, площа басейну 7,5 тисяч км².
Бере початок в горах Рила. У межах Болгарії (126 км) тече в глибокій долині, обмеженої відрогами гір Пірин (на південному заході) і Родопи (на північному сході). На території Греції Места перетинає пагорби і низькогір'я і впадає в Егейське море, утворюючи дельту. 
У верхній та середній частинах басейну річка має змішане снігово-дощове живлення, паводки в травні — червні, а в нижній течії переважає дощове живлення, найбільші витрати води — взимку. Середні річні витрати води поблизу болгаро-грецького кордону становить 32 м³/с. Води використовуються на зрошення.